# Раян Барнетт
Ра́ян Ба́рнетт (англ. Ryan Burnett); нар. 21 травня 1992 Белфаст, Північна Ірландія, Велика Британія) — британський професійний боксер, що виступав у легшій вазі, чемпіон світу за версіями IBF (2017 — 2018) та WBA(Super) (2017 —2018).

## Аматорська кар'єра
Раян Барнетт є одним з найуспішніших боксерів-любителів Північної Ірландії останніх років, вигравшим 94 поєдинка і програвшим всього 4 рази.
Основними моментами його любительської кар'єри стали срібна медаль на молодіжному чемпіонаті світу (2010) і золота медаль на перших юнацьких Олімпійських іграх 2010.
Травма спини не дозволила Раяну позмагатися за здобуття ліцензії на Олімпійські ігри 2012, і у січні 2012 року Барнетт підписав професійний контракт.

## Професіональна кар'єра
24 травня 2013 року провів перший бій на профірингу.
2015 року виграв вакантний титул чемпіона Європи за версією WBO і вакантний титул чемпіона Великої Британії за версією (BBBofC) в легшій вазі.
27 лютого 2016 року виграв вакантний титул чемпіона WBC International.
10 червня 2017 року в бою проти британського чемпіона світу за версією IBF в легшій вазі Лі Гаскінса здобув перемогу за очками і став новим чемпіоном світу.
21 жовтня 2017 року відбувся об'єднавчий бій між чемпіоном IBF Раяном Барнеттом і чемпіоном WBA Жанатом Жакіяновим. Барнет здобув перемогу одностайним рішенням — 118—110, 119—109 і 116—112, об'єднавши титули. Однак, Міжнародна боксерська федерація та Світова боксерська асоціація майже одночасно оголосили вимогу до Барнета провести бій з обов'язковим претендентом. Барнетт швидко домовився про бій з обов'язковим претендентом за версією WBA колумбійцем Йонфренсом Парехо, тому від бою з претендентом за версією IBF і від титулу чемпіона за цією версією відмовився. В бою, що відбувся 31 березня 2018 року, Барнетт легко перебоксував Парехо, здобувши перемогу одностайним рішенням.
Восени 2018 року стартувала World Boxing Super Series 2 сезон. До складу учасників турніру у легшій вазі ввійшов під першим номером і Раян Барнет.
3 листопада 2018 року у Глазго в 1/4 фіналу Суперсерії Раян Барнет вийшов на бій проти ветерана Ноніто Донера. Всупереч прогнозам, внаслідок травми спини британця у 4 раунді перемогу і титул чемпіона WBA Super здобув філіппінець.
Після відновлення Барнетт провів ще один бій 17 травня 2019 року, але восени того ж року оголосив про завершення кар'єри через рецидив травми.